# Justine De Jonckheere
Justine De Jonckheere (Menen, 24 maart 1992) werd op 9 januari 2011 tijdens een live-uitzending op VIJFtv en RTL TVI verkozen tot Miss België 2011. Ze werd op 12 september 2010 verkozen tot Miss West-Vlaanderen en was de vijfde Miss België sinds 1968 die uit de provincie West-Vlaanderen kwam.
De Jonckheere is een studente communicatiemanagement in Kortrijk. Ze vatte eerder een studie rechten aan. Ze doet regelmatig modellenwerk en presentaties van evenementen. In 2011 heeft ze meegedaan aan het programma MasterChef.
Ze speelt Lauren in de Studio 100-serie Ghost Rockers en in 2017 had De Jonckheere een bijrolletje in de film F.C. De Kampioenen 3: Forever. 
Sinds 2017 is Justine De Jonckheere ook een van de vaste schermgezichten van de Oost-Vlaamse regionale zender AVS.

## Televisie
- 2011 MasterChef - zichzelf
- 2014–2017 Ghost Rockers - Lauren De Lillo
- 2019 Celebs gaan daten - zichzelf
- 2022 Waarheid, durven of doen - zichzelf

## Film
- 2016 Ghost Rockers - Voor altijd? - Lauren De Lillo
- 2017 F.C. De Kampioenen 3: Forever - stewardess